# Edmond Mortimer (2e baron Mortimer de Wigmore)
Pour les articles homonymes, voir Edmond Mortimer.

Blason des Mortimer

Edmond Mortimer (1251 - 17 juillet 1304), 2e baron Mortimer de Wigmore, est un soldat et baron anglais de la famille Mortimer.

## Biographie
Il est le deuxième fils et finalement héritier de Roger Mortimer († 1282), 1er baron Mortimer. Sa mère est Mathilde de Briouze (ou Maud de Braose) († 1300/1301). En tant que fils cadet, Edmond était destiné à la carrière ecclésiastique, et il avait été envoyé étudier à l'Université d'Oxford.
Il obtient le poste de trésorier de l'évêché d'York en 1265. En 1268, on le trouve étudiant la théologie dans la maison de l'archevêque d'York. Le roi Henri III lui témoigne quelque faveur, en lui fournissant notamment des venaisons afin d'améliorer son régime.
La mort soudaine de son frère aîné Ralph, le 10 août 1274, fait de lui l'héritier de la famille Mortimer ; il poursuit cependant ses études à Oxford, mais la mort de son père, en 1282, le contraint à les abandonner.
Edmond reçoit son héritage le 24 novembre 1282. Il revint dans les Marches galloises en 1282, en tant que nouveau baron Mortimer de Wigmore, et s'implique aussitôt dans les affaires politiques locales. De concert avec son frère Roger Mortimer de Chirk, baron de Chirk, John Giffard et Roger Lestrange,[réf. nécessaire] et probablement désireux de montrer sa valeur au roi, Edmond réussit à attirer le prince gallois Llywelyn le Dernier près des marches, probablement en lui faisant croire qu'une rébellion des vassaux des Mortimer contre leurs suzerains se préparait. Le prince gallois est tué près de Builth, le 11 décembre 1282. Edmond envoie son frère offrir la tête tranchée du prince à son souverain, Édouard Ier, au château de Rhuddlan. La tête fut exhibée à la Tour de Londres en avertissement à toute rébellion
En récompense de ses services, Edmond est armé chevalier par le roi à Winchester en 1283.
Edmond servit lors de la campagne d'Écosse du roi et revint servir en pays de Galles en 1283. Il fut mortellement blessé lors d'une escarmouche près de Builth, et mourut au château de Wigmore.

## Famille et descendance
En septembre 1285, Edmond épouse Marguerite de Fiennes, fille de Guillaume II de Fiennes et de Blanche de Brienne (elle-même petite-fille de Jean de Brienne par sa troisième femme, Bérengère de León). Leurs enfants qui atteignent l'âge adulte sont :
- Roger (avril ou mai 1287 – 29 novembre 1330), 1er comte de March, qui épousa Jeanne de Geneville, 2e baronne Geneville[4] de qui il eut douze enfants ;
- Maud, qui épousa le seigneur Théobald II de Verdun, dont elle eut quatre filles, Jeanne, Elizabeth, Marguerite, et Catherine de Verdun[4] ;
- John, tué accidentellement lors d'une joute par John de Leyburne[4] ;
- Gaultier, prêtre, recteur de Kingston[4] ;
- Edmond, prêtre, recteur de Hodnet et trésorier de la cathédrale d'York[4] ;
- Hugues, prêtre, recteur de l'église d'Old Radnor[4].

Ils eurent également deux filles qui devinrent nonnes : Elizabeth et Jeanne.